# 산마리노의 지리

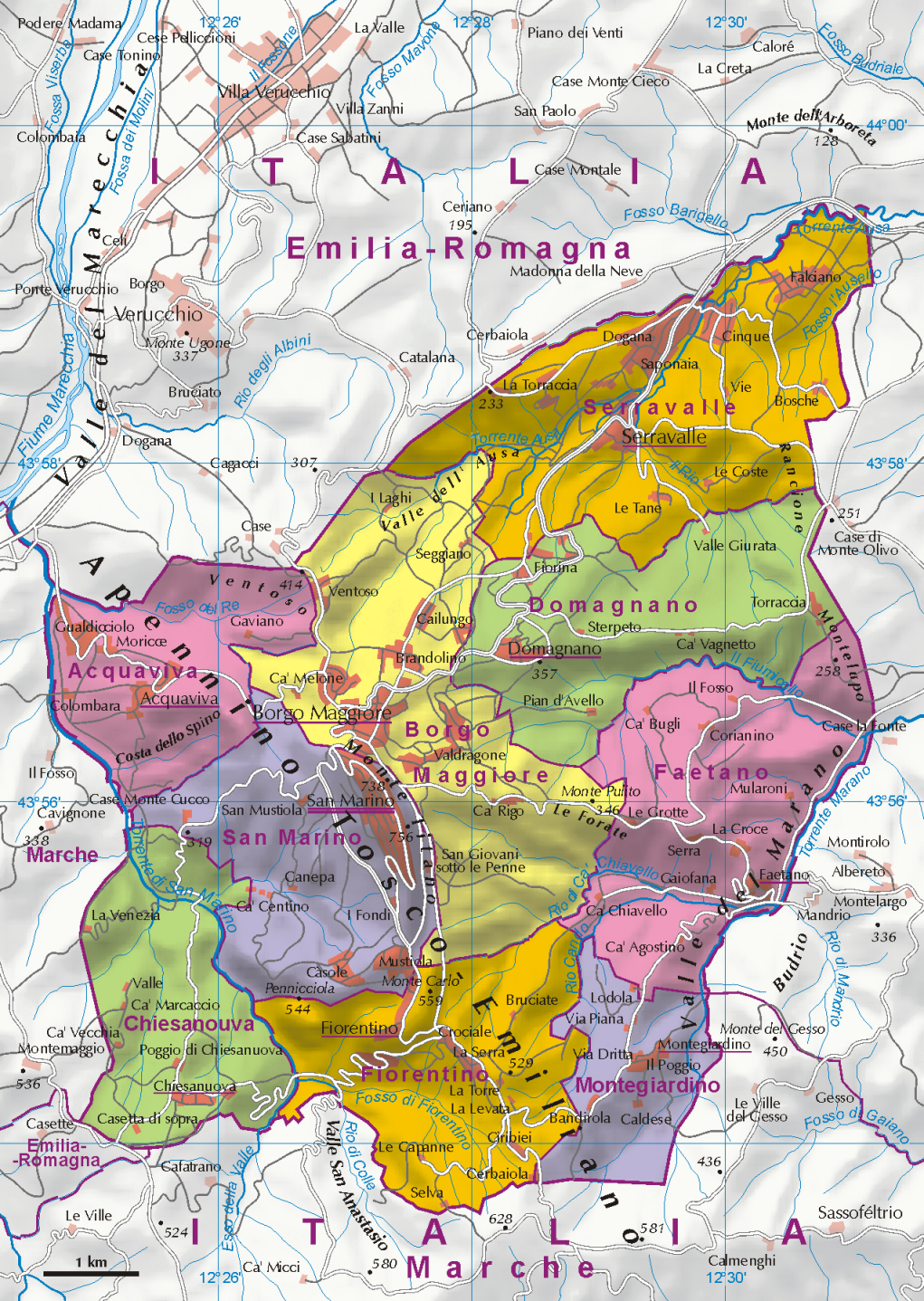
산마리노의 지도

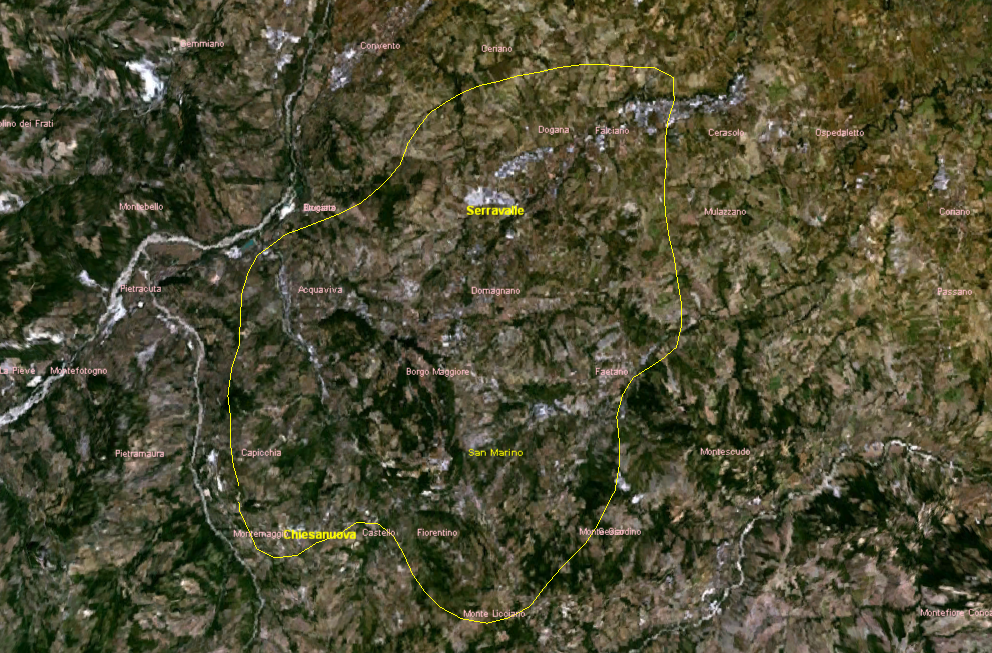
위성지도

산마리노는 남유럽 이탈리아 중부의 내륙국가이자 소국이다. 이탈리아와의 국경선은 총 39km이며, 영토 면적순으로는 유럽 내에서 바티칸 시국과 모나코 다음으로 작은 독립국이다. 산마리노 일대의 지형은 아펜니노 산맥에 해당되며 산마리노강이 흐른다.

## 기후와 지형
산마리노의 기후는 온난 습윤 기후 (쾨펜 기후 구분: Cfa)로 대륙성 기후의 영향을 받으며, 여름에는 덥고 겨울에는 시원하다. 이는 이탈리아 반도 중부 내륙 지역의 기후와 동일하다. 매년 겨울철에는 해발고도 400m~500m 위로 갈수록 눈이 많이 내린다.
산마리노는 9개 지방자치단체 (Castelli, 카스텔리)로 나뉘며 그 목록은 다음과 같다.
- 아쿠아비바
- 보르고마조레
- 키에사누오바
- 도마냐노
- 파에타노
- 피오렌티노
- 몬테자르디노
- 산마리노 (수도)
- 세라발레

## 환경
산마리노에는 환경보호구역이 따로 설정되어 있지 않으나, 글로벌 200 생태지역의 하나로 정의되고 있다.
산마리노는 멸종 위기에 처한 야생 동식물의 국제 무역에 관한 협약을 비준하였으며, 포경 규제에 관한 국제 협약을 준수하고 세계유산 협약 역시 비준하였다. 국제해사기구(IMO)와 기후변화에 관한 정부간 패널 (IPCC)의 회원국이며, 생물다양성협약에도 서명하였다.
산마리노에는 환경보호구역이 없는 대신 직경 10cm 이상의 나무를 베는 것을 금지하는 법이 제정되어 있다. 이에 따라 영토 내 대부분의 나무는 법적으로 보호되고 있다. 2010년 FRA 산림분류 보고서에 따르면 산마리노의 모든 토지는 '기타 토지'로 분류되며 '산림' (Forest)나 '기타 숲지대' (Other wooded land)는 없다. 국토의 16%가 산림으로 이루어져 있고, 주로 참나무와 흑양나무, 흰버드나무 등의 활엽수가 자란다. 관목지 등지의 식생은 개장미, 블랙손 등이 17%를 차지한다. 황무지는 국토의 4%에 불과하며, 하천의 표면적은 1% 미만이다.